# Копропорфириногены
Копропорфириногены — это тетрапирролы, у которых четыре метильные группы замещены остатками пропионовой кислоты. Наиболее часто встречающаяся разновидность — копропорфириноген III. В метаболизме порфирина он создаётся из уропорфириногена III при помощи фермента уропорфириноген-III-декарбоксилаза, а затем превращается в протопорфириноген IX ферментом копропорфириноген-III-оксидаза.